# Icyk Fefer

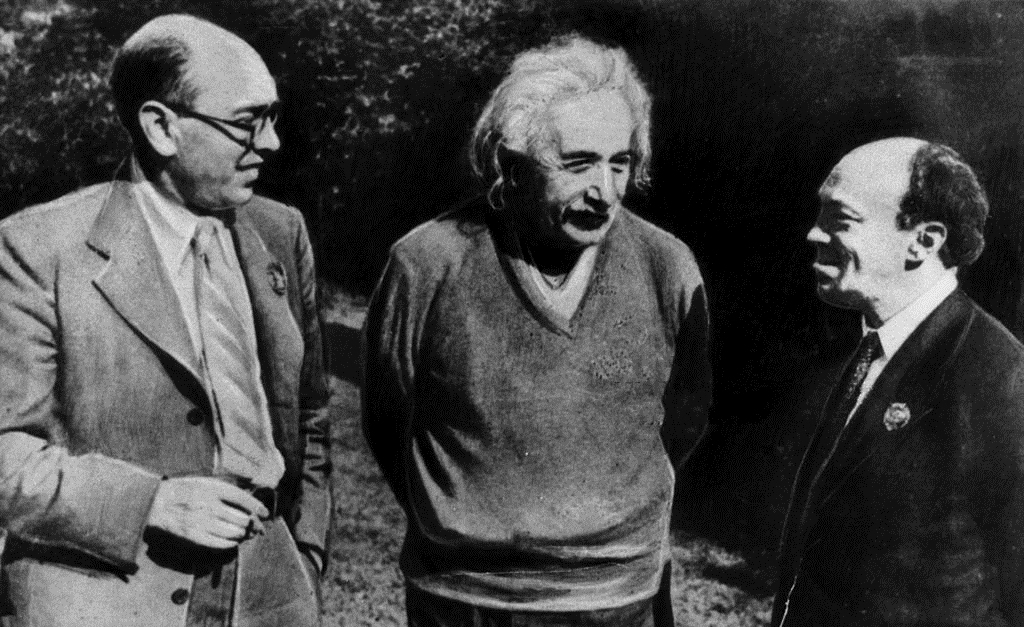
Icyk Fefer (po lewej) z Einsteinem i Michoelsem, USA, 1943

Icyk Fefer (ur. 23 września 1900, Szpoła (ob. Ukraina), zm. 12 sierpnia 1952, Moskwa) – poeta żydowski tworzący w języku jidysz.
W 1942 Stalin wysłał Fefera wraz z Michoelsem jako przedstawicieli Żydowskiego Komitetu Antyfaszystowskiego na siedmiomiesięczną delegację do Anglii, Kanady, Meksyku i USA. Byli z entuzjazmem przyjmowani we wszystkich tych krajach – spotkali się z Albertem Einsteinem, wystąpili w Nowym Jorku przed 47 tysiącami Amerykanów. W efekcie ich wizyty zachodni Żydzi przekazali Związkowi Radzieckiemu środki na zakup 1000 samolotów, 500 czołgów, żywności i odzieży.
Po wojnie w 1948 Stalin wykorzystał jego podróż po krajach kapitalistycznych jako element nagonki na swoich najbliższych współpracowników. Kazał go oskarżyć, że w czasie tego pobytu przesiąkł burżuazyjną demokracją i imperializmem, w wyniku czego podjął współpracę z amerykańskimi tajnymi służbami. Icyk Fefer został zamordowany 12 sierpnia 1952 w podziemiach moskiewskiego więzienia na Łubiance.